# The Pretenders
The Pretenders je anglo-americká rocková kapela, která vznikla v březnu roku 1978 v anglickém Herefordu. Původní skupina se skládala ze zakladatelky a autorky většiny písní Chrissie Hynde (zpěv, rytmická kytara), Jamese Honeymana-Scotta (hlavni kytara, doprovodné vokály, klávesy), Peta Farndona (basová kytara, doprovodné vokály) a Martina Chamberse (bicí, doprovodné vokály). Kapela zažila několik úmrtí svých členů v souvislosti s drogami a během let četné množství následujících personálních obměn, jedinou nepřetržitou členkou v ní zůstávala Chrissie Hynde.

## Diskografie

### Studiová alba
- 1980: Pretenders
- 1981: Pretenders II
- 1983: Learning to Crawl
- 1986: Get Close
- 1990: Packed!
- 1994: Last of the Independents
- 1999: Viva el Amor
- 2002: Loose Screw
- 2008: Break Up the Concrete
- 2016: Alone
- 2020: Hate for Sale
- 2023: Relentless